# La Chaux (Cossonay)
La Chaux es una comuna suiza perteneciente al distrito de Morges en el cantón de Vaud.
Se sitúa 2 km al oeste de Cossonay.

## Historia
Se conoce la existencia de una localidad en el lugar en el siglo X llamada Villa Ittinges, pero no se menciona hasta 1228 con el nombre de La Chaus. En la Edad Media estuvo vinculada sucesivamente a los señores de Cossonay, a la Orden del Temple y a la Orden de San Juan de Jerusalén.

## Demografía
La localidad ha tenido históricamente la siguiente evolución demográfica: